# Diego López Pacheco
Diego López Pacheco o Diogo Lopes Pacheco en portugués (ca. 1304-1393) fue un noble portugués (señor de Ferreira de Aves, Penela, Celorico da Beira y Olivenza) y consejero del rey D. Alfonso IV de Portugal.

## Entorno familiar
Fue hijo de Lope Fernández Pacheco, el primero de su linaje que alcanzó la ricohombría, y de su primera esposa, María Gómez Taveira. Sus abuelos paternos fueron Juan Fernádez Pacheco y Estefanía López de Paiva y los maternos fueron Gómez Lourenço Taveira y Catalina Martins. Tuvo una hermana, Violante López Pacheco, así como dos medio-hermanas, Guiomar e Isabel, hijas del segundo matrimonio de su padre con María Rodríguez de Villalobos.

## Vida
Aparece por primera vez en la documentación en 1334. Como consejero de Alfonso IV, se involucró en la política del reinado durante el conflicto dinástico con el Reino de Castilla, que desencadenó en el interregno de 1383-1385. Implicado (junto a los consejeros Pedro Coelho y Álvaro Gonçalves) en la conspiración que culminó en el asesinato de Inés de Castro en 1355 (amante del infante Pedro de Portugal, emparentada con los reyes de Castilla) se vio obligado a exiliarse en 1357 para no ser castigado y pasó al servicio de Enrique II de Castilla, del que fue ricohombre y notario mayor (1369). En 1367 fue perdonado por el rey Pedro I de Portugal quien le restituye sus bienes en atención a los servicios prestados. En 1371 tiene un papel destacado como diplomático en la negociación del Tratado de Alcoutim. Recibe del rey de Castilla en 1375 el señorío de Béjar. Retornaría a Portugal en 1384, en apoyo de Juan I de Portugal, maestre de Avis con el que se produce un importante cambio dinástico.
Diego López Pacheco falleció en 1393 con unos 89 años de edad.

## Matrimonio y descendencia
Ya se encontraba casado en mayo de 1358 con Joana Vasques de Pereira, hija de Vasco Gonçalves de Pereira e Inés Lorenzo de Acuña (Inês Lourenço da Cunha). De este matrimonio nacieron dos hijos:
- Fernando López Pacheco, fallecido antes que su padre, esposo de Catarina Rodríguez Ribeiro, con descendencia.[9]
- Branca Díaz Pacheco, casada con Gil Vázquez de Resende, con sucesión.[10]

Tuvo dos hijos bastardos:
- Juan Fernández Pacheco, legitimado poco antes de que su padre fundara un mayorazgo a su favor en 1389 que fue confirmado en mayo de 1392 por el rey.[11]
- Lope Fernández Pacheco,[11] legitimado el 21 de febrero de 1392.